# بورجا ویگرا
بورجا ویگرا (انگلیسی: Borja Viguera؛ زادهٔ ۲۶ مارس ۱۹۸۷) بازیکن فوتبال اهل اسپانیا است.
از باشگاه‌هایی که در آن بازی کرده‌است می‌توان به باشگاه فوتبال دپورتیوو آلاوس، باشگاه فوتبال رئال سوسیداد، باشگاه فوتبال نومانسیا، باشگاه فوتبال اتلتیک بیلبائو، باشگاه فوتبال آلباسته بالومپیه، باشگاه خیمناستیک تاراگونا، و باشگاه فوتبال اسپورتینگ خیخون اشاره کرد.